# Hynčina
Hynčina település Csehországban, Šumperki járásban. Hynčina Maletín, Zábřeh, Kosov, Hoštejn, Krchleby, Nemile, Tatenice, Staré Město, Koruna és Třebařov településekkel határos. Lakosainak száma 199 fő (2024. január 1.).

## Népesség
A település lakosságának változását az alábbi diagram mutatja:
| Lakosok száma | 1757 | 1559 | 1265 | 400  | 312  | 209  | 197  | 190  | 191  | 199  |
|               | 1869 | 1890 | 1921 | 1950 | 1980 | 2001 | 2017 | 2019 | 2022 | 2024 |